# Hrabstwo Granville
Hrabstwo Granville (ang. Granville County) – hrabstwo w stanie Karolina Północna w Stanach Zjednoczonych.

## Geografia
Według spisu z 2000 roku obszar całkowity hrabstwa obejmuje powierzchnię 537 mil² (1391 km²), z czego 531 mil² (1375 km²) stanowią lądy, a 5 mil² (13 km²) stanowią wody. Według szacunków United States Census Bureau w roku 2012 miało 60 436 mieszkańców. Jego siedzibą administracyjną jest Oxford.

### Miasta
- Butner
- Creedmoor
- Oxford
- Stem
- Stovall